# Красновишерский район
Краснови́шерский район — административный район Пермского края. На территории района образован Красновишерский муниципальный округ. Административный центр — город Красновишерск.

## География
Район расположен в северо-восточной части Пермского края в долине реки Вишера. Граничит с Чердынским и Соликамским городскими округами и Александровским муниципальным округом, а также Республикой Коми и Свердловской областью.
Площадь района — 15,4 тыс.км², что составляет 9,4 % от общей площади края. Территория богата полезными ископаемыми.

## История
Красновишерский район с центром в рабочем посёлке Красновишерск образован 13 января 1941 года из 14 сельских советов, выделенных из Чердынского района.

## Население
| 2000    | 2002    | 2005    | 2006    | 2007    | 2008    | 2009    | 2010    | 2011    |
| ------- | ------- | ------- | ------- | ------- | ------- | ------- | ------- | ------- |
| 27 359  | ↗27 871 | ↘26 954 | ↘26 700 | ↘26 500 | ↘26 287 | ↘26 112 | ↘22 554 | ↘22 474 |
| 2012    | 2013    | 2014    | 2015    | 2016    | 2017    | 2018    | 2019    | 2020    |
| ↘22 150 | ↘21 857 | ↘21 521 | ↘21 179 | ↘20 797 | ↘20 629 | ↘20 261 | ↘19 749 | ↘19 456 |
| 2021    | 2023    |         |         |         |         |         |         |         |
| ↘18 113 | ↘17 604 |         |         |         |         |         |         |         |

### Урбанизация
В городских условиях (город Красновишерск) проживают 80,46 % населения района.

### Национальный состав
По переписи 2010 года: русские — 85,56 %, коми-пермяки — 2,54 %, татары —1,13 %, немцы — 0,94 %, украинцы — 0,85 %, белорусы — 0,8 %.
По переписи 2002 года: русские — 89,7 %, коми-язьвинцы — 2,5 %.

## Муниципальное устройство
В рамках организации местного самоуправления на территории района образован Красновишерский муниципальный округ. Ранее были Красновишерский муниципальный район (2004—2019) и  Красновишерский городской округ (2019—2024).
В 2004 году в составе новообразованного муниципального района были созданы 6 муниципальных образований: 1 городское и 5 сельских поселения. В 2011 году Мутихинское сельское поселение было упразднено и включено в Вайское сельское поселение.
| № | Наименование                        | Административный центр | Количество населённых пунктов | Население (чел.) | Площадь (км²) |
| - | ----------------------------------- | ---------------------- | ----------------------------- | ---------------- | ------------- |
| 1 | Красновишерское городское поселение | город Красновишерск    | 6                             | ↘15 337          | 30,50         |
| 2 | Вайское сельское поселение          | посёлок Вая            | 7                             | ↘572             | 441,52        |
| 3 | Верх-Язьвинское сельское поселение  | село Верх-Язьва        | 21                            | ↘2157            | 186,40        |
| 4 | Вишерогорское сельское поселение    | посёлок Вишерогорск    | 3                             | ↘460             | 22,62         |
| 5 | Усть-Язьвинское сельское поселение  | посёлок Усть-Язьва     | 9                             | ↘1223            | 223,27        |

В 2019 году Красновишерский муниципальный район и все входящие в него поселения были объединены в единое муниципальное образование — Красновишерский городской округ. С 1 января 2025 года городской округ был преобразован в муниципальный.

## Населённые пункты

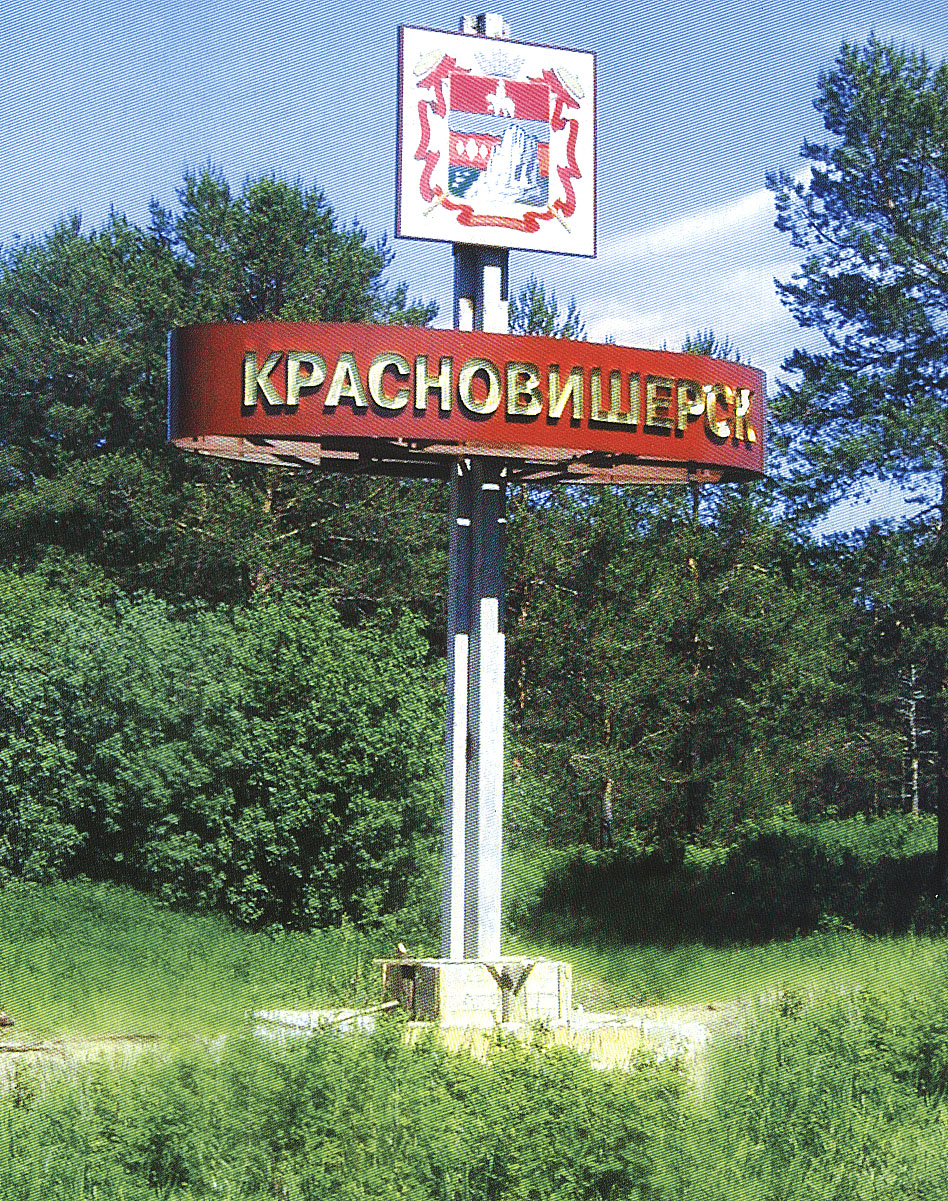
На пути в город

В Красновишерском районе 45 населённых пунктов: 1 город и 44 сельских населённых пункта.
| №  | Населённый пункт  | Тип     | Население | Бывшее поселение                    |
| -- | ----------------- | ------- | --------- | ----------------------------------- |
| 1  | Красновишерск     | город   | ↘14 164   | Красновишерское городское поселение |
| 2  | Акчим             | деревня | 3         | Вайское сельское поселение          |
| 3  | Антипина          | деревня | 192       | Верх-Язьвинское сельское поселение  |
| 4  | Арефина           | деревня | 14        | Верх-Язьвинское сельское поселение  |
| 5  | Бахари            | деревня | 1         | Красновишерское городское поселение |
| 6  | Бахари            | посёлок | 46        | Красновишерское городское поселение |
| 7  | Березовая Старица | посёлок | 168       | Усть-Язьвинское сельское поселение  |
| 8  | Булатово          | посёлок | 522       | Усть-Язьвинское сельское поселение  |
| 9  | Бычина            | деревня | 178       | Верх-Язьвинское сельское поселение  |
| 10 | Ванина            | деревня | 0         | Верх-Язьвинское сельское поселение  |
| 11 | Ванькова          | деревня | 185       | Верх-Язьвинское сельское поселение  |
| 12 | Вая               | посёлок | 393       | Вайское сельское поселение          |
| 13 | Велс              | посёлок | 198       | Вайское сельское поселение          |
| 14 | Верхнее Заполье   | деревня | 3         | Верх-Язьвинское сельское поселение  |
| 15 | Верх-Язьва        | село    | 868       | Верх-Язьвинское сельское поселение  |
| 16 | Вишерогорск       | посёлок | 440       | Вишерогорское сельское поселение    |
| 17 | Волынка           | посёлок | 52        | Вайское сельское поселение          |
| 18 | Гришина           | деревня | 16        | Верх-Язьвинское сельское поселение  |
| 19 | Губдор            | село    | 71        | Усть-Язьвинское сельское поселение  |
| 20 | Данилов Луг       | посёлок | 228       | Усть-Язьвинское сельское поселение  |
| 21 | Егорова           | деревня | 2         | Верх-Язьвинское сельское поселение  |
| 22 | Заговоруха        | деревня | 81        | Вишерогорское сельское поселение    |
| 23 | Золотанка         | посёлок | 78        | Вайское сельское поселение          |
| 24 | Ивачина           | деревня | 12        | Верх-Язьвинское сельское поселение  |
| 25 | Коновалова        | деревня | 2         | Верх-Язьвинское сельское поселение  |
| 26 | Котомыш           | посёлок | 5         | Усть-Язьвинское сельское поселение  |
| 27 | Мутиха            | посёлок | 147       | Вайское сельское поселение          |
| 28 | Набережный        | посёлок | 354       | Красновишерское городское поселение |
| 29 | Нижнее Заполье    | деревня | 6         | Верх-Язьвинское сельское поселение  |
| 30 | Нижняя Бычина     | деревня | 30        | Верх-Язьвинское сельское поселение  |
| 31 | Нижняя Язьва      | деревня | 69        | Усть-Язьвинское сельское поселение  |
| 32 | Оралово           | деревня | 2         | Красновишерское городское поселение |
| 33 | Паршакова         | деревня | 144       | Верх-Язьвинское сельское поселение  |
| 34 | Ратегова          | деревня | 2         | Усть-Язьвинское сельское поселение  |
| 35 | Романиха          | посёлок | 71        | Вишерогорское сельское поселение    |
| 36 | Северный Колчим   | посёлок | 631       | Верх-Язьвинское сельское поселение  |
| 37 | Симанова          | деревня | 24        | Верх-Язьвинское сельское поселение  |
| 38 | Сторожевая        | посёлок | 20        | Красновишерское городское поселение |
| 39 | Сыпучи            | посёлок | 64        | Вайское сельское поселение          |
| 40 | Сысоева           | деревня | 1         | Верх-Язьвинское сельское поселение  |
| 41 | Талавол           | деревня | 26        | Верх-Язьвинское сельское поселение  |
| 42 | Усть-Язьва        | посёлок | 564       | Усть-Язьвинское сельское поселение  |
| 43 | Федорцова         | деревня | 65        | Усть-Язьвинское сельское поселение  |
| 44 | Цепёл             | посёлок | 353       | Верх-Язьвинское сельское поселение  |
| 45 | Яборова           | деревня | 40        | Верх-Язьвинское сельское поселение  |

Упразднённые населённые пункты
- 2005 год — деревни Аксенова, Панова и Талица[24].

- 2008 год — деревня Немзя[25].

- 2009 год — деревни Нижняя Дубровка и Верхняя Дубровка[26].

- 2011 год — посёлок Мясная и деревня Ванина (бывшего Верх-Язьвинского сельсовета)[27].

- 2022 год — деревня Болото[28].

По состоянию на 1 января 1981 года на территории Красновишерского района было 93 населённых пункта: город Красновишерск и 92 сельских населённых пункта.

## Экономика
Район богат рыбой, дикими животными, имеет огромные запасы чистой питьевой воды, в нём сосредоточена значительная лесосырьевая база.
В основе экономики района в основном лесозаготовительные предприятия.
Разрабатываются месторождения алмазов, нефти, золота, газа, песка, глины, минеральных вод и др.
Сельское хозяйство ориентировано на производство зерна, картофеля, овощей, мяса.

## Достопримечательности
В северной части района находится крупнейший заповедник Пермского края — «Вишерский».

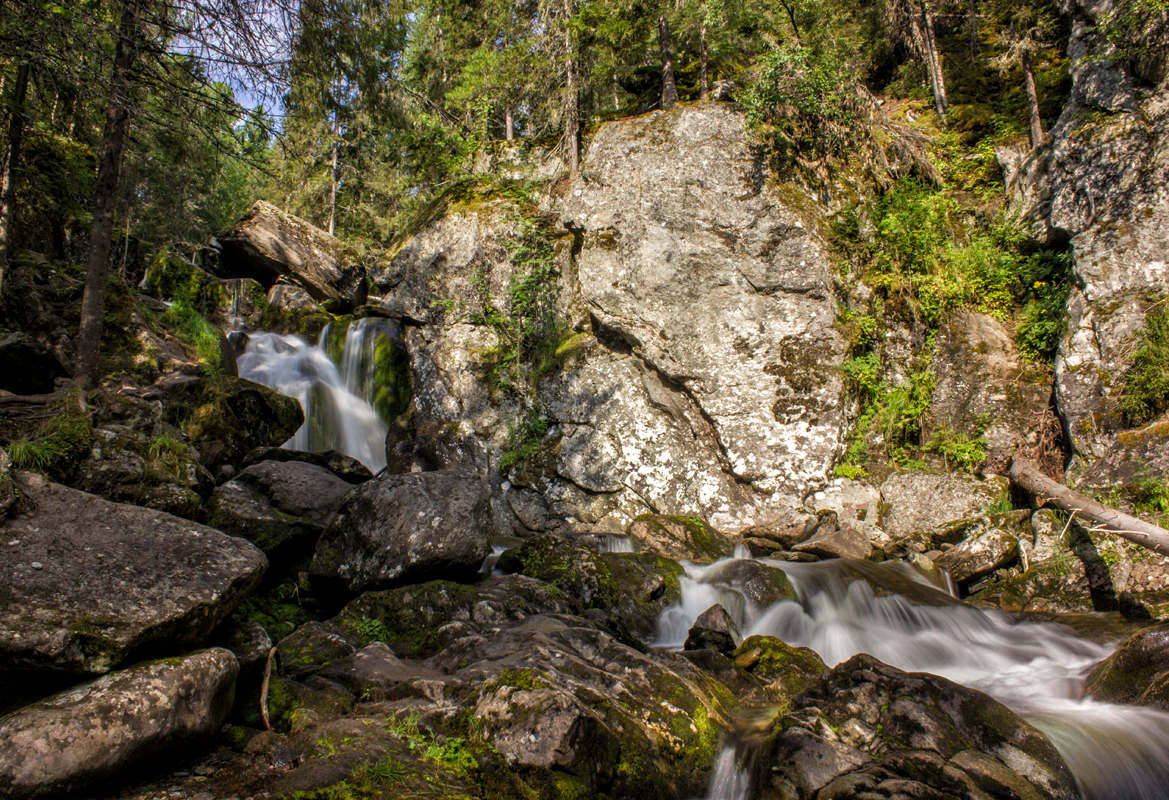
Жигаланские водопады